# Psychomotorik
Psychische Vorgänge (z. B. Emotionalität oder Konzentration, aber auch die individuelle Persönlichkeitsstruktur) beeinflussen die Bewegung des Menschen. Diese kausale Verknüpfung wird Psychomotorik genannt. Beispiele für psychomotorische Abläufe sind Mimik, Gehen oder Sprechen. Der Begriff Psychomotorik hat jedoch mehrere Bedeutungen, die nicht vermischt werden sollten:
1. Gesamtheit des körperlichen Bewegungs- und Ausdrucksverhaltens, das durch psychische Vorgänge beeinflusst ist (medizinische Bedeutung)[2]
2. Bezeichnung für ein ganzheitliches und entwicklungsorientiertes Therapiekonzept, das Wahrnehmung und Bewegung gleichermaßen fördert

## Schulen
Die verschiedenen Psychomotorik-Schulen betonen das Zusammenspiel des psychischen Erlebens des Menschen bzw. seiner psychisch-seelisch-emotionalen Entwicklung und der Entwicklung von Motorik und Wahrnehmung. Dabei werden die Einflüsse der sozialen und materiellen Umwelt auf das Gefüge von Psyche und Motorik berücksichtigt.
Die Psychomotorik-Schulen und -Einrichtungen unterscheiden sich in erster Linie hinsichtlich einiger ihrer Grundannahmen über die Entstehung beeinträchtigter Bewegungsabläufe und auffälligen Verhaltens. Die Begründer der Ansätze bedienen sich zur Unterfütterung ihres praktischen Vorgehens jeweils verschiedener psychologischer, pädagogischer, soziologischer und medizinischer Theoriegebäude. So werden beispielsweise aus Konzepten der psychoanalytischen und kognitiven Psychologie jeweils geeignete Elemente herausgenommen und zur Begründung herangezogen.
Die Konzepte der Psychomotorik finden sich auch, mit unterschiedlicher Schwerpunktsetzung, unter den Begriffen Bewegungspädagogik, Bewegungstherapie, Motopädagogik, Motopädie, Mototherapie, psychomotorische Therapie etc. wieder. Die Psychomotorik ist sowohl ein pädagogisches als auch ein therapeutisches Konzept.

## Geschichte

### Deutschland
Gegründet wurde die Psychomotorik in Deutschland Mitte der 1950er Jahre durch Ernst Kiphard. Den Begriff Psychomotorik übernahm er von der deutschen Rhythmikerin Charlotte Pfeffer, die im Jahre 1938 ihren ersten Aufsatz mit dem Titel Psychomotorische Therapie veröffentlichte. In Kiphards jahrelanger Arbeit mit verhaltensauffälligen, insbesondere beziehungsgestörten und aggressiven Kindern und Jugendlichen wurde sichtbar, dass sein Sportangebot eine positive Wirkung auf die emotionale Entwicklung von Kindern hatte. Im Hinblick auf diese therapeutische und unterstützende Wirkung begann er, sein Bewegungsangebot systematisch auszubauen.
Kiphard führte motorische und sensomotorische Auffälligkeiten bei Kindern mit Lern- und Verhaltensproblemen auf eine minimale cerebrale Dysfunktion zurück. Die hier entstehenden Defizite im Bereich Wahrnehmung und Bewegung führen seiner Ansicht nach zu Sorgen. Es treten Sekundärstörungen wie motorische Unruhe, Hyperaktivität, emotionale Labilität, gehemmtes und ängstliches Verhalten, Motivationsmangel sowie Störungen in Ausdauer und Konzentration auf. Auch die Fähigkeit zu einer angemessenen Steuerung des eigenen Verhaltens im Allgemeinen wird dadurch beeinträchtigt.
Hier hält Kiphard den Einsatz der psychomotorischen Übungsbehandlung für notwendig. Motorische Betätigung und die Auseinandersetzung mit den eigenen Fähigkeiten und Ängsten sollen zu einer Harmonisierung und Stabilisierung der Persönlichkeit der Kinder führen. Als Lehrstuhlinhaber für Heilpädagogik und Rehabilitation an der Johann Wolfgang Goethe-Universität in Frankfurt am Main hat Kiphard das Konzept der Psychomotorik weiterentwickelt.

### Schweiz
Die Zürcherin Suzanne Naville gilt als Gründerin der Schweizer Psychomotoriktherapie. Gemeinsam mit dem Neurologen und Kinderpsychiater Jean de Ajuraguerra gründete sie 1964 den ersten Ausbildungslehrgang „Rééducation de la Psychomotricité“ an der Uni Genf in Zusammenarbeit mit dem medizinischen Zentrum „Service Médico-Pédagogique“. Die Ursprünge der Schweizer Psychomotoriktherapie liegen in der französischen Neurologie und Psychiatrie sowie im künstlerisch-bewegungspädagogischen Bereich. In ganzheitlicher Weise sollen neurologische, psychotherapeutische sowie tänzerische und musikalische Elemente miteinander verbunden werden. Suzanne Naville nahm 1950–1952 an Mimi Scheiblauers Rhythmikseminar teil und schloss 1953 die Ausbildung zur Bewegungspädagogin mit Diplom bei Grete Luzi ab. Zudem besuchte sie Kurse in Ausdruckstanz bei Mary Wigman sowie in Tanz bei der Tanzpädagogin Rosalia Chladek. Auch die Tänzerin Trudi Schoop war eine Inspiration für Suzanne Naville, gemeinsam leiteten sie Kurse. Schoops therapeutischer Ansatz beruht auf der Beobachtung, dass der psychisch kranke Mensch „auf einer persönlichen Bühne“ sein Inneres zum Ausdruck bringt.
Durch Suzanne Navilles Umzug nach Zürich im Jahr 1969 begann die Einführung der Psychomotoriktherapie in der Deutschschweiz. In Zusammenarbeit mit dem Kinderpsychiater Alfons Weber entstand der Aufbau eines Ambulatoriums für Psychomotoriktherapie im Kinderspital Zürich. Suzanne Naville baute die erste Deutschschweizer Ausbildung der Psychomotoriktherapie am Heilpädagogischen Seminar Zürich auf, der heutigen Interkantonalen Hochschule für Heilpädagogik Zürich (HfH). Ab 1972 wurde der erste reguläre Ausbildungsgang angeboten, Naville übernahm dessen Leitung von 1977 bis 1995.
1972 wurde in der Welschschweiz der Berufsverband astp gegründet, welcher 1978 auf die gesamte Schweiz erweitert wurde und seit 2013 den Namen Verband Psychomotorik Schweiz trägt. Ab Mitte der siebziger Jahre gewannen in der französischen Schweiz spieltherapeutische Betrachtungsweisen und gestalterische Aktivitäten an Einfluss, später ebenso in der Deutschschweiz. In der Schweiz ist die Psychomotoriktherapie ein eigenständiger Beruf und in vielen insbesondere Deutschschweizer Kantonen fester Bestandteil des sonderpädagogisch-therapeutischen Angebotes der Regelschulen und Sonderschulen. Die Therapie findet in Einer- oder Zweiersettings statt, die Prävention in Gruppen oder Klassen.

## Entwicklung
Die psychomotorische Übungsbehandlung nach Kiphard geriet besonders ab Mitte der 1980er Jahre in Kritik. Sie galt als zu sehr medizinisch-psychiatrisches und defizitorientiertes Konzept. Dieses wurde weiterentwickelt mit der Berücksichtigung des „kindlichen Standpunktes“ im Vordergrund. Es entstanden neue Psychomotorik-Schulen wie der kindzentrierte Ansatz nach Renate Zimmer und Meinhart Volkamer und der kompetenzorientierte Ansatz nach Friedhelm Schilling.
Der kindzentrierte Ansatz (kindzentrierte Mototherapie) weist Parallelen zur indirekten Spieltherapie nach Virginia Axline auf und begründet seine theoretische Fundierung anhand der Persönlichkeitstheorie nach Carl Rogers. Diese bietet den Kindern einen Bewegungs- und Sozialerfahrungsraum, um selbstständige Wege zur Bewältigung ihrer emotionalen Schwierigkeiten und Probleme im Bewegungsausdruck zu finden. Durch selbstgesuchte und kaum gesteuerte Bewegungserlebnisse soll das Selbstkonzept der Kinder gestärkt werden. Zentral ist hierbei, dass sich die Kinder ihrer eigenen Wirksamkeit und Handlungsmöglichkeit bewusst sind.
Der kompetenzorientierte Ansatz, der als Erweiterung der Übungsbehandlung betrachtet werden kann, basiert auf der Annahme, dass Kinder mit Bewegungsstörungen psychische Schwierigkeiten entwickeln, die zur Kompensation dieser mangelnden Kompetenz im Bewegungsverhalten und -können dienen sollen. Die Aggressivität von Kindern wird dann z. B. als Kompensation für ein motorisches Problem verstanden. Hier soll die Psychomotorik dazu dienen, den Kindern Raum zum nachträglichen Aufbau von Bewegungskompetenzen zu geben. Daraus folgend können Fehlverhaltensweisen der Kinder aufgegeben werden. Theoretische Grundlagen des Ansatzes sind unter anderem bei der Gestaltkreislehre nach Viktor von Weizsäcker und der materialistischen Handlungstheorie nach Alexei Leontjew sowie bei den Ansätzen von Jean Piaget zu finden.
Auch der kompetenzorientierte Ansatz wird häufig für seine immer noch defizitorientierte Sichtweise kritisiert.
Anfang der 1990er Jahre formulierte Jürgen Seewald den verstehenden Ansatz der Psychomotorik, welcher sich wesentlich auf das psychoanalytische Verständnis des Menschen stützt. Weiterhin bezieht er sich mit den Grundannahmen seines Ansatzes auf die leibesphänomenologische Sichtweise nach Maurice Merleau-Ponty. Seewald entwickelte sogenannte Leib- und Beziehungsthemen der Kinder, anhand derer innerhalb der psychomotorischen Therapie Probleme und deren Ursprung erkannt werden sollten. Daraufhin kann der Therapeut den Kindern im psychomotorischen Setting Bewegungs- und Beziehungsangebote machen, die langfristig gesehen zu einer nachträglichen Verarbeitung und Bewältigung der Probleme führen. Die Leib- und Beziehungsthemen beruhen unter anderem auf der Theorie der Psychosozialen Entwicklung nach Erik Erikson. Seewalds Ansatz stützt sich im Wesentlichen auf den Beziehungsaspekt.
Die Psychomotorische Praxis Aucouturier, vertreten durch Marion Esser und die deutsche Schule ZAPPA in Bonn, vertritt seit Anfang der 1990er Jahre in Deutschland einen tiefenpsychologisch orientierten, expressiven Ansatz der Psychomotorik. Sie sieht die Bewegung des Kindes als Ausdruck seines inneren Bewegt-seins, als Ausdruck seiner affektiv-emotionalen Geschichte. Der Ansatz bezieht sich auf die präverbale Lebenszeit des Kindes. Theoretische Grundlagen bilden die Psychoanalyse, Entwicklungs- und Gestaltpsychologie sowie die französischen Leibphänomenologen.
Mitte der 1990er Jahre veröffentlichten Rolf Balgo und Reinhardt Voss ihre systemische Psychomotorik, basierend auf der Systemtheorie, dem radikalen Konstruktivismus, der Kybernetik zweiter Ordnung und dem Autopoiesis-Konzept. Sie forderten dazu auf, die psychomotorische Entwicklung der Menschen als adäquate Anpassung der Kinder an ihre jeweilige materielle und vor allem soziale Umgebung zu verstehen. Zu behandeln sind demnach nicht die Kinder mit seelischen und motorischen Auffälligkeiten, sondern die zwischenmenschlichen Beziehungen, in denen sie sich befinden. Das führte schließlich dazu, die Familie in den therapeutischen Prozess viel stärker noch einzubeziehen als bislang (Reichenbach, 2011).

## Verwandte Entwicklungen

### Anna Jean Ayres
Anna Jean Ayres, eine US-amerikanische Ergotherapeutin, die dem Kreis der perzeptuell-motorischen Schulen in den USA entstammt, hat die wissenschaftlichen Grundlagen der Psychomotorik im Wesentlichen geprägt. Sie entwickelte in den 1960er Jahren das Konzept der sensorischen Integration (kurz SI) und erweiterte mit ihrer Forschung im Wesentlichen den Kenntnisstand der menschlichen Motorik und Wahrnehmung und insbesondere deren Wirkungen aufeinander. Die bereits in medizinischen Fachkreisen bekannten Fakten über die Anatomie und Funktion des Bewegungsapparates und der Wahrnehmung erweiterte sie im Wesentlichen um die Erkenntnis der Wirkungen aufeinander und der untereinander bestehenden Abhängigkeiten.
Die Theorie besagt, dass alle Bereiche des Zentralnervensystems, welches sämtliche Informationen die der Körper über Bewegung und Wahrnehmung (Gleichgewicht, Tiefensensibilität, taktile Wahrnehmung, visuelle Wahrnehmung, auditive Wahrnehmung etc.) erhält, verarbeitet und dann integrierend zusammenwirken müssen, um dem Menschen ein verständliches Bild von sich selbst und seiner Umwelt abzubilden. Dieses macht ihn erst handlungsfähig.
Dieser Prozess der sensorischen Integration ist Grundlage für alle Lern- und Verhaltensprozesse des Menschen und läuft unbewusst ab. Der Ansatz geht mit seiner Annahme von einer linearen Verarbeitung aus. Er besagt, dass, wenn etwas auf der Ebene des sensorischen Inputs gestört ist, auch alle folgenden Abläufe in ihrer Verarbeitung betroffen sein müssen. In Ayres' Konzept dienen Übungen zur angepassten Bewegung der Verbesserung der sensorischen Integration, das Behandlungsziel ist die Normalisierung und Optimierung neuronaler Prozesse. Ayres entwickelte die sensorische Integrationstherapie, deren Grundlagen vor allem im Bereich der Ergotherapie Bestand haben, jedoch auch eine wissenschaftliche Basis für die Arbeit der Psychomotorik bieten.

### Bernard Aucouturier
Bernard Aucouturier ist Begründer der „Psychomotorischen Praxis Aucouturier“, eines tiefenpsychologischen, eigenständigen Ansatzes der Psychomotorik in Frankreich. In Deutschland vertritt diesen Ansatz Marion Esser mit dem Ausbildungsinstitut ZAPPA in Bonn.
Bernard Aucouturier, Jahrgang 1934, ist Sportpädagoge und Preisträger mehrerer Auszeichnungen im Bereich Jugend und Sport in Frankreich und anderen Ländern. In mehr als 35 Jahren praktischer Arbeit mit dem Kind hat er einen eigenständigen psychomotorischen Ansatz für Prävention und Therapie des Kindes entwickelt, der besonders in den romanischen Ländern weite Verbreitung gefunden hat.
In Deutschland wurde Aucouturier Anfang der 1980er Jahre über den Therapiebericht »Bruno« bekannt.
Die europaweit tätigen Ausbildungsinstitute, die nach Aucouturier arbeiten, haben sich in der Association Européenne des Ecoles de Formation de Pratique Psychomotrice (ASEFOP) zusammengeschlossen, deren Gründer und Gründungspräsident Bernard Aucouturier ist. Bis 2009 war er als Ausbilder in den Schulen der ASEFOP tätig.

## Praxis
Psychomotorik wird insbesondere im pädagogischen und therapeutischen Zusammenhang z. B. in der Kinder- und Jugendpsychiatrie eingesetzt. Welche Psychomotorik-Schule hier ihren Einsatz findet, hängt dann im Wesentlichen von der ausführenden Fachkraft ab. Die meisten Psychomotoriker verbinden sinnvollerweise die gegebenen Ansätze und mischen psychiatrisch-medizinische Diagnostik und Vorgehensweise mit pädagogischen und tiefenpsychologischen Ansätzen, um ganzheitlich an die Kinder oder den Jugendlichen heranzugehen und ihnen Hilfe auf einer breiten Ebene anbieten zu können.
Eine psychomotorische Therapie wird in einigen Bundesländern von den Krankenkassen bezahlt und in psychomotorischen Praxen durchgeführt. Des Weiteren bieten Sportvereine Psychomotorik an. Psychomotorische Elemente finden sich auch innerhalb der Arbeit von Heilpädagogen, Physiotherapeuten, Ergotherapeuten, Heilerziehungspflegern und Logopäden.
Inzwischen gibt es auch in vielen Kindergärten und innerhalb des Schulsports, selbstorganisiert oder durch einen Träger von außerhalb, psychomotorische Angebote. Im heilpädagogischen und sonderpädagogischen Kontext findet die Psychomotorik traditionell Einsatz in der Arbeit mit Kindern und Jugendlichen, die Behinderungen (geistig, seelisch, körperlich) haben oder von Behinderungen bedroht sind.
Heil- und Sonderpädagogik verstehen sich als Teilbereich der Allgemeinen Pädagogik. Die Patienten, mit denen sie sich beschäftigen, stellen jedoch spezifische Ansprüche, die einer besonderen pädagogischen Begleitung bedürfen.
Kinder und Jugendliche mit Behinderungen können Probleme in den Bereichen Sensorik, Motorik, Emotion, Kommunikation und Kognition aufweisen. Gerade diese Felder können mit Hilfe pädagogischer Maßnahmen positiv beeinflusst werden.
Die Psychomotorik kann in diesem Kontext einen bedeutenden Beitrag, sowohl zur Bewegungserziehung, als auch zu einer positiven Entwicklung der Gesamtpersönlichkeit des Menschen mit einer Behinderung, leisten. Mit der Absicht, den Kindern und Jugendlichen Ich-, Sozial- und Sachkompetenz zu vermitteln, steht sie im Einklang mit den Zielvorstellung der Heil- und Sonderpädagogik.
Leistungsanbieter und Fachgesellschaften organisieren seit 2016 jährlich am 19. September Aktivitäten unter dem Signet ’Europäischer Tag der Psychomotorik’.

## Psychomotorik im gesellschaftlichen Kontext
Im gesellschaftlichen Kontext wird Bewegung innerhalb der kindlichen Entwicklung immer mehr Bedeutung zugeschrieben. Zum einen gibt es inzwischen zahlreiche entwicklungspsychologische Forschungsergebnisse, welche die Bedeutung der Bewegung und Wahrnehmung für eine stabile frühkindliche Entwicklung in den Bereichen Emotionalität, Sprachentwicklung, Sozialverhalten und Kognition aufzeigen. Zum anderen bewirken gesellschaftliche Entwicklungen wie zunehmende Verstädterung mit einer steigenden „Verinselung“ von Kindheit, Kinderarmut, Medienkonsum bei Kindern, ungesunde Ernährung (Übergewicht bzw. Adipositas) etc. eine Einschränkung der Bewegungsmöglichkeiten für Kinder und führen damit zu Bewegungsmangel. Hinzu kommen Themen wie Gewaltprävention, Inklusion/Diversität sowie Diskriminierung (u. a. Bodyshaming, Ableismus, Rassismus).